# Siegmund von Gerhauser
Siegmund von Gerhauser (5. dubna 1855 Olomouc – 5. srpna 1937 Vídeň) byl rakousko-uherský generál. Jako absolvent vojenských škol sloužil v c. k. armádě od roku 1877. Za první světové války byl velitelem v Albánii a v roce 1918 dosáhl hodnosti generála pěchoty.

## Biografie
Pocházel z rodiny povýšené v roce 1765 do šlechtického stavu. V rodné Olomouci studoval gymnázium, první vojenskou průpravu získal na kadetní škole v Sankt Pölten a v letech 1873–1877 studoval na Tereziánské vojenské akademii ve Vídeňském Novém Městě. Do armády vstoupil v roce 1877 jako poručík k 19. pěšímu pluku v Komárně a zúčastnil se okupace Bosny a Hercegoviny (1878). V letech 1880–1882 si doplnil vzdělání na Válečné škole (K.u.k. Kriegsschule) ve Vídni a v hodnosti nadporučíka byl zařazen do sboru důstojníků generálního štábu. Sloužil v Přemyšlu a v roce 1886 byl povýšen na kapitána. Krátce byl štábním důstojníkem u 8. armádního sboru v Praze, v letech 1890–1893 sloužil znovu u 19. pluku v Osijeku. Jako major (1893) byl šéfem štábu 7. pěší divize v Osijeku, v roce 1895 byl povýšen na podplukovníka a byl šéfem vojenské kanceláře 15. armádního sboru v Sarajevu, v roce 1896 byl přeložen jako velitel praporu k 60. pěšímu pluku do Egeru. U tohoto regimentu se v roce 1898 stal velitelem v hodnosti plukovníka se sídlem v Lučenci. Poté požádal o zdravotní dovolenou a v letech 1900–1907 žil v soukromí ve Villachu. Do aktivní služby se vrátil v roce 1908 a dva roky byl velitelem 33. pěšího pluku v Aradu.
K datu 1. května 1910 byl povýšen do hodnosti generálmajora a stal se velitelem 1. horské brigády v Mostaru, od roku 1912 byl velitelem 30. pěší divize ve Lvově. K datu 1. května 1913 obdržel hodnost polního podmaršála. Na jaře 1914 znovu požádal o zdravotní dovolenou a opět několik let pobýval ve Villachu. Na jaře 1917 se přihlásil znovu do služby a převzal velení vojenské skupiny 19. armádního sboru v Albánii. Zde bojoval do června 1918, mezitím byl 1. března 1918 povýšen do hodnosti titulárního generála pěchoty. Konec války strávil na léčení v Karlových Varech. K datu 1. prosince 1918 byl v armádě penzionován a od té doby žil v soukromí ve Vídni.

## Řády a vyznamenání
Během vojenské kariéry se stal nositelem několika vysokých ocenění.
- Válečná medaile (1878)
- Jubilejní pamětní medaile (1898)
- Služební odznak pro důstojníky III. třídy (1903)
- Vojenský jubilejní kříž (1908)
- Mobilizační kříž (1913)
- Řád železné koruny II. třídy s válečnou dekorací (1918)